# Distretto di Magdanly
Il distretto di Magdanly è un distretto del Turkmenistan situato nella provincia di Lebap. Ha per capoluogo la città di Magdanly.